# Mercês (Lisbonne)
Pour les articles homonymes, voir Mercês.
Mercês est une freguesia de Lisbonne.